# Bacova, Timiș
Bacova (germană Bakowa, Packowa, maghiară Bakovár) este un sat ce aparține orașului Buziaș din județul Timiș, Banat, România.

## Localizare
Satul Bacova se găsește la 5 km de orașul Buziaș și la jumătatea drumului dintre Timișoara și Lugoj, pe drumul județean DJ592. Prin Bacova trece calea ferată Timișoara-Buziaș-Lugoj cu stația CFR Bacova. Localitatea se învecinează la vest cu Chevereșu Mare, la nord cu Sârbova, la est cu Buziaș și la sud cu Vucova. Bacova se află la 118 m deasupra nivelului mării. Satul este așezat în orizontal și vertical cu străzi paralele și drepte.

## Istorie
Pe teritoriul actual al localității a existat încă din secolele IV - V o așezare relativ mare. Satul a fost locuit de români, dar aceștia s-au retras cu timpul în satele învecinate și în pădurea Chevereșului. Satul a fost practic întemeiat în 1783, când a început colonizarea  cu șvabi proveniți din diferite zone ale Germaniei. Pe locul unde s-au așezat exista o pădure care a fost defrișată pentru a face loc caselor coloniștilor. Ei făceau casele din cărămizi de pământ cu paie. Din locul de unde s-a luat pământul se află balta de la Bacova. Satului i-a fost dat numele de Bachovar, în cinstea comisarului districtual Ioan Bacho. La scurt timp după venirea primilor coloniști, în 1785, Bacova a fost devastată de turci. Prima datare scrisă se regăsește în anul 1787 sub numele de Bachova, iar în anul 1847 în Bachovar.
După 1820 a mai venit un nou val de coloniști germani din Boemia, țărani și meșteșugari cehi și slovaci. Elementul german a rămas cel dominant, ceilalți coloniști fiind asimilați.
În primul război mondial au murit 79 de oameni pentru care s-a ridicat un monument în parcul de lângă biserică.
În timpul și imediat după cel de al doilea război mondial au murit 103 oameni, (76 în Germania, 15 în armată română, 3 în lagăre de prizonieri, 2 la atacuri aeriene și 7 la granița ung. rom. la întoarcere în țară). După 1945 circa 20% din populație (438, între 17-50 de ani 203 bărbați și 235 de femei) a fost deportată în Rusia în actuala Ucraină in Lagarul Tsistjakowa, în zona carboniferă a Donului pentru lucrări miniere (cărbuni) în mina Krasnodar, dintre care 57 nu s-au mai întors. Pentru ei sa ridicat un monument in cimitirul satului cu ocazia aniversarii a 200 de ani de existenta a satului in 1986.
Comunitatea germană s-a diminuat constant, suferind un ultim șoc după Revoluția română din 1989, când marea majoritate a etnicilor germani (circa 1.308) au emigrat în Germania.
În 1988 a avut loc un cutremur cu epicentrul lângă Buziaș, care a afectat mai multe case din zonă, inclusiv din Bacova.

## Tradiția viticolă
O caracteristică aparte a localității o constituie tradiția viticolă. Încă de la mijlocul secolului XIX, coloniștii germani au găsit aici un teren propice viticulturii (dealul Silagiului) și au aplicat cunoștințele aduse din regiunile de baștină unde cultivarea viței de vie constituia o activitate importantă și cu tradiție (germani veniți din regiunea viticolă Mosel-Saar-Ruwer). Este de remarcat că spre sfârșitul secolului XIX, coloniști emigrați în America au adus aici specii de viță de vie nobilă (riesling, muscat, burgunder, schiller etc.) într-o perioadă când tipurile de viță de vie nobile erau gelos protejate de țările cu tradiție viticolă. La Bacova aproape fiecare casă avea propria producție de vin pentru consum, dar exista și un surplus care era vândut, cel mai des proprietarilor de birturi din Timișoara până și în străinătate. În prezent producția de vin în localitate s-a redus la minimum, vinul de Bacova fiind inexistent în comerț.

## Biserica
Biserica romano-catolică, al cărei turn are o înălțime de 56 m, a fost inaugurată în anul 1867. Este construită în stil neogotic și este a doua biserică a satului de la întemeiere.
Centrul social aferent bisericii a fost întemeiat de preotul Berno Rupp. Din 2017 așezământul poartă numele „Casa Pater Berno”.

## Sport
Activitățile sportive nu au lipsit din viața satului. După al doilea război mondial, aproape pe fiecare stradă a existat câte o popicărie improvizată. Dupa ce s-a făcut o popicărie modernă, celelalte au dispărut. Din lipsa banilor nu s-a ajuns niciodată în prima ligă. Satul a fost reprezentat în prima ligă cu câțiva jucători la cluburile din Timișoara. În sat a mai fost și o echipă de fotbal. Echipele aveau numele de "Recolta Bacova".